# Cal Planes d'Aguilar
Cal Planes d'Aguilar (o Masia Vella del Sunyer d'Aguilar) és una masia que està situada a Aguilar, a la parròquia de Gargallà, Montmajor, el Berguedà. És un edifici que està catalogat com patrimoni immoble situat al costat de Santa Maria d'Aguilar que no té ús i és de titularitat privada. El seu estat de conservació és regular i no està protegit. Està inventariat amb el número IPA-3492.

## Situació geogràfica
Cal Planes d'Aguilar està al costat de l'església de Santa Maria d'Aguilar i del castell del Sunyer d'Aguilar, a Gargallà, municipi de Montmajor, no gaire lluny de Cardona.

## Estil i característiques
Cal Planes d'Aguilar té una estructura clàssica que s'avé al grup I definit per Danès: té una coberta a dues vessants i el carener paral·lel a la façana principal que està orientada a orient. Té la planta, un pis i les golfes i està construïda amb blocs de pedra i les cantoneres estan fetes amb pedra més grans i escairats. Les finestres tenen llinda i la porta és adovellada i té un arc de mig punt i les dovelles irregulars. A la façana les finestres tenen llinda i dues lloses en angle a la seva part superior que ajuden a descarregar el mur. El 1705 es va afegir un cos a la façana de migdia amb un assecador obert a les golfes i un arc carpanel de maó tapat. L'estructura interior és clàssica i té tres crugies, tot i que no hi ha elements que demostrin l'edat antiga de la casa. Hi ha dues finestres espitllerades a la planta baixa.

## Història
Tot i que aquesta masia s'anomena en alguns inventaris com la masia vella del Sunyer, els propietaris neguen que això sigui cert. Cal Planes d'Aguilar és una masoveria de la casa del Sunyer d'Aguilar que es va construir al segle xvii i s'amplià el 1705 amb una sortida al migdia, tal com demostra la data que hi ha en una llinda. Es creu que fou construïda abans que la casa nova del Sunyer. A la dècada de 1960 Cal Planes d'Aguilar va quedar abandonada.